# 금성통신
금성통신은 대한민국의 통신기기 제조 기업으로, 1969년에 설립되었다.
통신은 전화기와 교환기 관장 판매를 계전은 계측기 분야를 담당하였다.
1995년 LG전자에 합병되었다.

## 연혁
- 1974년 : 금성통신 분리. 국내 전화기 생산.
- 1982년 : 무선전화기 출시
- 1985년 : 월드폰 출시
- 1987년 : 테크폰 출시
- 1995년 : LG전자에 흡수 합병